# 戸籍法
戸籍法（こせきほう、昭和22年法律第224号）は、各人の身分関係を明らかにするための戸籍の作成・手続に関する日本の法律である。
主務官庁は、法務省民事局民事第一課である。

## 歴史
1871年（明治4年）に制定されて以来、度々改正された。
大東亜戦争（太平洋戦争・第二次世界大戦）後の民法改正による家制度廃止に伴い、従来のものを全面改正し、現行戸籍法が制定された。1947年（昭和22年）12月22日に公布され、翌年1月1日に施行された。
2013年（平成25年）9月4日、婚外子相続差別訴訟で最高裁判所大法廷は民法で非嫡出子（婚外子）の遺産相続分を嫡出の1/2とする規定に違憲判決を出した。民法の同規定は削除されることになったが、あわせて戸籍法第49条の嫡出・非嫡出記載条項の削除が議論された。しかし、与党自由民主党の右派議員から「子どもの権利の平等だけに目がいき、正妻の地位を脅かしている」「家族制度が壊れる」「最高裁の暴走だ」等の反発が出たため、2013年（平成25年）中の戸籍法改正は見送られた。野党の民主党、みんなの党の2党（参議院では、さらに日本共産党、社会民主党、沖縄社会大衆党（糸数慶子）を加えた5党）は、政府が改正を見送った内容の戸籍法改正案を提出したが、衆参共に反対多数で否決された。しかし、与党公明党が賛成に回ったため、参議院では法務委員会を通過し、12月5日の本会議では、自民党に加え日本維新の会が反対した結果、1票差での際どい否決だった。公明党が与党になってから、自民党と異なる投票をしたのは極めて異例である。なお、民法改正案は同日全会一致で可決、成立している。
2025年5月26日、法改正で戸籍に振り仮名が記載されるようになった。また同日、戸籍法施行規則が改正施行され、戸籍の「国籍」欄の表記が「国籍・地域」に改められた。これにより、台湾出身者が従来の「中国」でなく「台湾」と記載することが可能となった。

## 旧外地人参政権との関係
日本が第二次世界大戦に敗北した後、外地として領有していた朝鮮、台湾、南樺太（昭和18年（1943年）に内地化）、千島列島（北方領土を除く）などは独立するか、あるいは他国の領土（日本は、南樺太、千島列島については帰属未定地としているが、ロシアが実効支配している）となった。しかし、これらの地域に本籍地を有する者(外地人の父の下に日本内地で出生し外地戸籍に登載された者も含む)は、日本の国内法上なお日本国籍を有するとされていた。
日本政府は、これら旧外地人が参政権を行使することを恐れた。これは、在日旧外地人を、治安維持の脅威として見ていたためである。ただし、幣原喜重郎内閣はいったんは参政権行使を認める閣議決定を行っている。しかし、清瀬一郎は、旧外地人が10議席以上獲得する可能性があると指摘し、民族紛争や天皇制廃止論と結びつく危険性があると説き、参政権を行使させてはならないと強く説いた。
そこで、昭和20年（1945年）12月15日、戸籍法の適用を受けていなかった旧外地人の選挙権を「当分の間」停止する衆議院議員選挙法改正案を可決・成立させ、12月17日に公布した。同様の条文は、1946年（昭和21年）に参議院議員選挙法案や東京都制・市制・町村制・府県制のそれぞれの一部を改正する法律案や1947年（昭和22年）の地方自治法案にも同様の内容の規定が盛り込まれて成立し、公布された。これらの規定は公職選挙法附則第2項や地方自治法附則第20条にほぼそのまま残っている。旧外地人は1952年（昭和27年）4月28日のサンフランシスコ平和条約発効をもって日本の国内法上完全に日本国籍を喪失した（ただし、樺太籍者は日本国籍をそのまま認め、アメリカ占領下の沖縄・奄美・小笠原諸島、ソビエト連邦占領下の千島列島出身者と同様の扱いとした）。

## 天皇・皇族
天皇および皇族も戸籍を持たないため（皇統譜に記載される）、公職選挙法附則第2項及び地方自治法附則第20条が適用されるという見解がある。実際に、天皇・皇后・皇族の参政権は存在しないが、宮内庁としては「政治的な立場も中立でなければならない」という要請や、天皇は「国政に関する権能を有しない」（日本国憲法第4条1項）という規定の趣旨などを根拠としており、同条項が根拠ではないという見解を示している。

## 構成
- 第1章 総則（第1条 - 第5条）
- 第2章 戸籍簿（第6条 - 第12条の2）
- 第3章 戸籍の記載（第13条 - 第24条）
- 第4章 届出
  - 第1節 通則（第25条 - 第48条）
  - 第2節 出生（第49条 - 第59条）
  - 第3節 認知（第60条 - 第65条）
  - 第4節 養子縁組（第66条 - 第69条の2）
  - 第5節 養子離縁（第70条 - 第73条の2）
  - 第6節 婚姻（第74条 - 第75条の2）
  - 第7節 離婚（第76条 - 第77条の2）
  - 第8節 親権及び未成年者の後見（第78条 - 第85条）
  - 第9節 死亡及び失踪（第86条 - 第94条）
  - 第10節 生存配偶者の復氏及び姻族関係の終了（第95条・第96条）
  - 第11節 推定相続人の廃除（第97条）
  - 第12節 入籍（第98条・第99条）
  - 第13節 分籍（第100条・第101条）
  - 第14節 国籍の得喪（第102条 - 第106条）
  - 第15節 氏名の変更（第107条・第107条の2）
  - 第16節 転籍及び就籍（第108条 - 第112条）
- 第5章 戸籍の訂正（第113条 - 第117条）
- 第6章 電子情報処理組織による戸籍事務の取扱いに関する特例等（第118条 - 第121条の3）
- 第7章 不服申立て（第122条 - 第125条）
- 第8章 雑則（第126条 - 第131条）
- 第9章 罰則（第132条 - 第140条）
- 附則

## 総則
- 戸籍事務の管掌
戸籍に関する事務は、市町村長が管掌する（1条）。特別区の区長も含む。

## 戸籍簿
戸籍は、市町村の区域内に本籍を定める1つの夫婦及びこれと氏を同じくする子ごとに、編製する（6条）。

## 戸籍の記載
- 戸籍の記載が違法である場合は、市町村長は届出人に通知しなければならない（24条1項）。

## 届出
- 通則
届出期間は、届出事件の発生の日から起算する（43条）。
- 出生
- 認知
- 養子縁組
- 婚姻
- 離縁
- 死亡及び失踪
  - 認定死亡（89条）
- 入籍
- 分籍（21条、100条）
成年に達した者は、分籍の届出をすることができ、分籍の届出があったときは、新戸籍を編製する（21条）。
- 国籍の得喪
- 氏名の変更
- 転籍及び就籍

## 戸籍の訂正
- 不適法な記載、錯誤、遺漏を発見した場合
利害関係人が、戸籍の記載が法律上許されないものであることまたはその記載に錯誤または遺漏があることを発見した場合は、家庭裁判所の許可を得て、戸籍の訂正を申請することができる（113条）。
市町村長が、戸籍の記載が法律上許されないものであることまたはその記載に錯誤または遺漏があることを発見した場合は、届出人または届出事件の本人にその旨を通知する（24条1項）。しかし、その通知をすることができないとき、または通知をしても戸籍訂正の申請をする者がいないときは、市町村長は、管轄法務局または地方法務局の長の許可を得て、職権で戸籍の訂正をすることができる（同条2項）。
- 無効な行為を発見した場合
届出によって効力を生ずべき行為について戸籍の記載をした後に、届出人または届出事件の本人が、その行為が無効であることを発見したときは、家庭裁判所の許可を得て、戸籍の訂正を申請することができる（114条）。
- 確定判決による場合
確定判決によって戸籍の訂正をすべきときは、訴えを提起した者が、判決確定の日から1か月以内に、判決の謄本を添付して、戸籍の訂正を申請しなければならない（116条1項）。

## 雑則
- 不服申立て
戸籍事件について、市町村長の処分を不当とする者は、家庭裁判所に不服の申立てをすることができる（118条）。
行政不服審査法は適用されない。